# Ben Goertzel
 (février 2013).
Ben Goertzel, né le 8 décembre 1966 à Rio de Janeiro, est un auteur et chercheur américain exerçant dans le domaine de l'intelligence artificielle et en particulier de l'intelligence artificielle générale (IAG). 

## Fonctions
Il est actuellement conseiller scientifique en chef de l'entreprise de prévision financière Aidyia Holdings basée à Hong Kong, est CEO de Novamente LLC, une société privée d'édition de logiciels, et membre du conseil d'administration d'OpenCog. Ces deux dernières compagnies cherchent à mettre au point une intelligence artificielle générale. 
Il est également le CEO de Biomind LLC, une société qui fournit des services de bioinformatique basés sur l'intelligence artificielle. 
Goertzel est également vice-membre du bureau d'administration de la fondation transhumaniste Humanity+ et est conseiller auprès du Singularity Institute for Artificial Intelligence, dont il a été directeur de recherche. Il partage son temps entre ses résidences de Hong Kong et de Rockville dans le Maryland (États-Unis).

## Point de vue sur l'intelligence artificielle

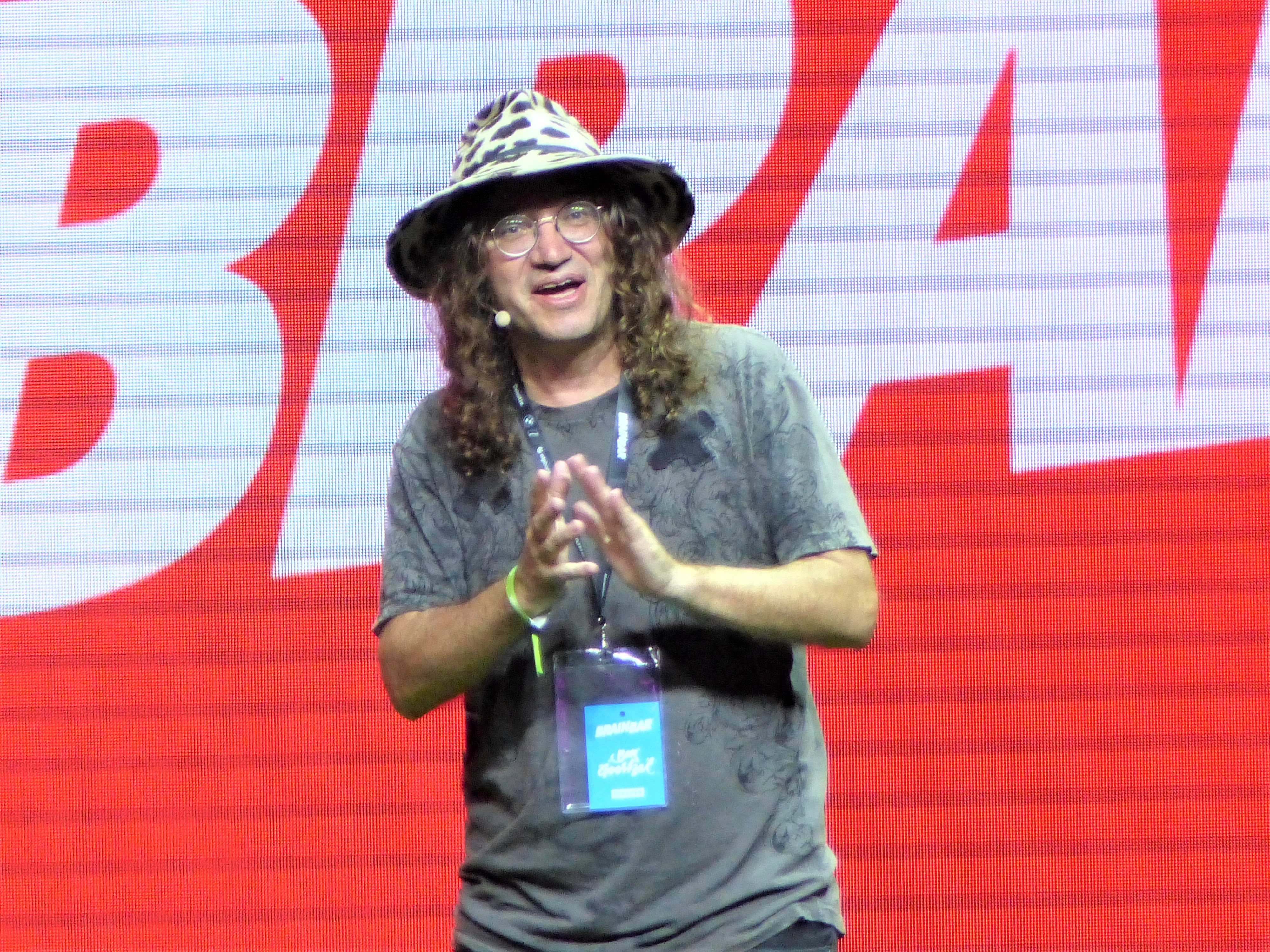
Ben Goertzel au Brain Bar (conférence annuelle qui, depuis 2015, à Budapest (Hongrie) reçoit jusqu'à plusieurs milliers d'experts de l'IA du monde entier. On y parle de R&D en IA (y compris IA quantique), d'éthique de l'IA, de l'IA pour la santé, l'environnement, la société...).

Goertzel est un développeur de la plateforme open-source OpenCog, qu'il a fondée en 2008 pour expérimenter différentes approches de l'AGI et si possible créer une intelligence artificielle générale de niveau humain ou supérieure. Goertzel a publié de nombreux articles techniques sur l'architecture d'OpenCog.
En mai 2007, dans une conférence technique de Google, Goertzel a présenté son approche de la création d'une intelligence artificielle générale, en donnant comme définition de l'intelligence la capacité à détecter des schémas dans le monde et dans l'agent lui-même, mesurable en termes de comportement émergent de « réalisation d'objectifs complexes dans des environnements complexes ».
Il pense qu'une intelligence artificielle crée pour être relativement « similaire à un bébé » peut être initialisée, puis entraînée en tant qu'agent dans un monde simulé ou virtuel (du type Second Life par exemple) pour produire à terme une intelligence plus puissante. 
Ses connaissances seraient représentées dans un réseau dont les nœuds et les liens portent des valeurs de vérité probabilistes ainsi que des valeurs d'attention. Ces valeurs d'attention sont des « poids » inscrits dans un réseau de neurones. Plusieurs algorithmes opèreraient sur ce réseau, l'algorithme central étant une combinaison d'un moteur d'inférence probabiliste et d'une version personnalisée de la programmation évolutive.
Dans le documentaire The Singularity (2012), du cinéaste indépendant Doug Wolens, Goertzel présente sa vision et sa compréhension de la création d'une intelligence artificielle générale.

#### Publications
- Ben Goertzel (1992). The Structure of Intelligence: A New Mathematical Model of Mind. Springer.
- Ben Goertzel (1992). The Evolving Mind. Gordon and Breach.
- Ben Goertzel (1994). Chaotic Logic: Language, Thought, and Reality from the Perspective of Complex Systems Science. Plenum.
- Ben Goertzel and Ted Goertzel (1996). Linus Pauling: A Life in Science and Politics. Basic.
- Ben Goertzel (2001). Creating Internet Intelligence. Springer.
- Ben Goertzel (2005). Artificial General Intelligence. Springer.
- Ben Goertzel (2006). Probabilistic Logic Networks: A Comprehensive Framework for Uncertain Inference. Plenum.
- Ben Goertzel (2006). The Hidden Pattern: A Patternist Philosophy of Mind. Brown Walker.
- Ben Goertzel (2007). The Path to Posthumanity. Academica.
- Ben Goertzel (2010). A Cosmist Manifesto: Practical Philosophy for the Posthuman Age. Humanity+ Press.
- Ben Goertzel (2011). Real-World Reasoning: Scalable Spatial Temporal and Causal Inference. Atlantis Press.
- Ben Goertzel (2012). Theoretical Foundations of Artificial General Intelligence. Atlantis Press.
- Ben Goertzel (2014). Engineering General Intelligence, Volumes 1 & 2. Atlantis Press.
- Ben Goertzel (2014). Between Ape and Artilect: Conversations with Pioneers of AGI and Other Transformative Technologies. Humanity+ Press.
- Ben Goertzel (2014). Ten Years to the Singularity If We Really Really Try. Humanity+ Press.
- Ben Goertzel (2015). The End of the Beginning: Life, Society and Economy on the Brink of the Singularity. Humanity+ Press.
- Ben Goertzel (2016). AGI Revolution: An Inside View of the Rise of Artificial General Intelligence. Humanity+ Press.
- Ben Goertzel (2018). The Evidence for Psi: Thirteen Empirical Research Reports. McFarland.